# امیلیانو ویویانو
امیلیانو ویویانو (ایتالیایی: Emiliano Viviano؛ زادهٔ ۱ دسامبر ۱۹۸۵) بازیکن فوتبال اهل ایتالیا است.

## تیم ملی
وی از سال ۲۰۱۰ میلادی عضو تیم ملی فوتبال ایتالیا بوده و در ۵ بازی ملی حضور داشته‌است. او در بازی‌های ملی‌اش گلی دریافت نکرد.